# József Dessewffy

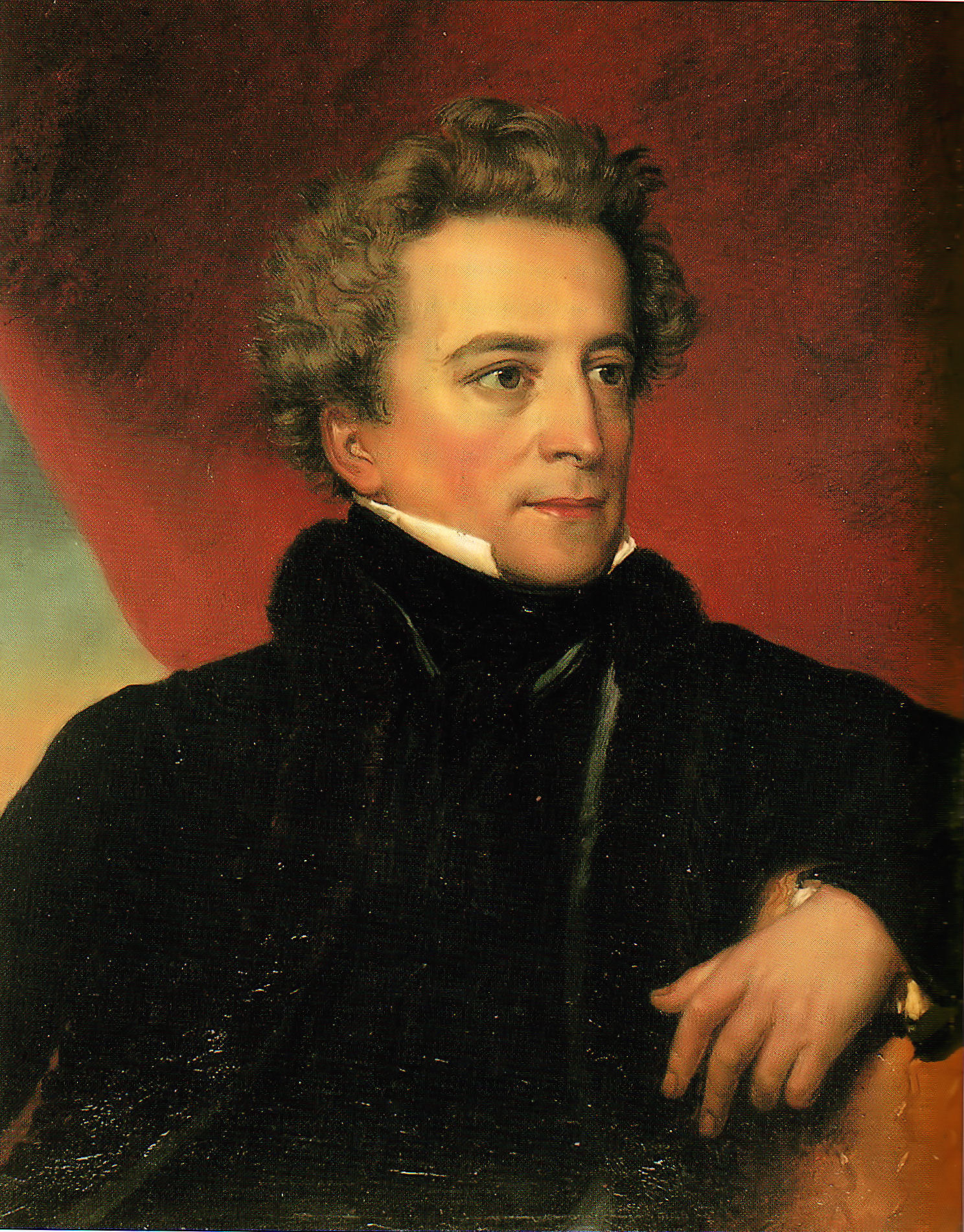
József Graf Dessewffy, Porträt von Johann Ender, 1827

József Graf Dessewffy von Csernek und Tarkő (* 13. Februar 1771 in Krivány, Komitat Sáros; † 2. Mai 1843 in Pest) war ein ungarischer Jurist, Politiker und Schriftsteller, der sowohl dichterische als auch politische Schriften verfasste. Er war Abgeordneter im Ständetag, Tafelrichter in mehreren Komitaten sowie Direktor und Ehrenmitglied der Ungarischen Akademie der Wissenschaften.

## Leben
József Graf Dessewffy wurde 1771 geboren als Sohn des k.k. Kammerherrn István Graf Dessewffy und der k.k. Sternkreuzordensdame Anna Mária Vécsey. Seine Mutter starb nach der Geburt; daraufhin wurde Graf Dessewffy von seiner Tante Karolina Szirmay in patriotischem Geist erzogen.
Mit 9 Jahren ging Graf Dessewffy auf das Gymnasium von Kaschau. Er war zunächst kein sehr guter Schüler, doch änderte sich dies, als der den Freimaurern nahestehende  Piaristenmönch Károly Koppi sein Lehrer wurde und ihn für Literatur und ungarische Geschichte begeisterte. Graf Dessewffy folgte Koppi nach Klausenburg und Pest, wo er ein Gymnasium des Piaristenordens besuchte. Dort wurde besonders seine Liebe zur Dichtung der klassischen Antike befördert, darüber hinaus erhielt er aber auch eine umfassende Ausbildung in Philosophie, Mathematik, Ästhetik, Naturwissenschaften, Ökonomie und Geschichte, die ihn zu einem der bedeutendsten Intellektuellen im Ungarn der Reformzeit machen sollte.
Nach einem Kurs in Philosophie studierte Graf Dessewffy Jura in Kaschau. Im Anschluss begleitete er Mihaly Graf Sztáray, den Obergespan des Komitats Szabolcs, zum Ständetag in Buda und sammelte erste politische Erfahrungen. 1792 erhielt er die Zulassung als Jurist und arbeitete zunächst ehrenamtlich für den Gouverneur von Fiume, Sándor Pászthory. Da die Arbeit nicht seinen Vorstellungen entsprach, verließ er diese Stellung aber bald und reiste 1793 nach Italien, wo er sich erneut mit Dichtung und bildender Kunst befasste.
Im Ersten Koalitionskrieg machte er sich ab 1795 auf ungarischer Seite als Hauptmann im Kampf gegen Frankreich verdient und genoss daher nach Beendigung des Krieges durch den Frieden von Campo Formio 1797 großes Vertrauen.
Danach zog er sich auf seine Güter zurück und wirkte seitdem als Gelehrter, Schriftsteller, Tafelrichter und auf den Ständetagen als Gesandter des Adels aus mehreren Komitaten (1802 Sáros, 1805 und 1807 Zemplén, 1811 und 1825 Szabolcs). 1807 war er für kurze Zeit Schriftführer des Ständetags in Buda.
Am 25. September 1806 heiratete Graf Dessewffy Eleonóra Gräfin Sztáray, die Tochter von Mihaly Graf Sztáray . Von seinem Vater erbte er nicht nur große Ländereien, sondern auch erhebliche Schulden, die ihn zeit seines Lebens belasteten.
Graf Dessewffy war an der Gründung der Ungarischen Akademie der Wissenschaften unter István Graf Széchenyi ab 1825 und auch am Entwurf des Akademiegebäudes beteiligt. Am 11. November 1830 wurde er zum Direktor der Akademie und am 15. Februar 1831 deren Ehrenmitglied.
Graf Dessewffy starb am 2. Mai 1843 in Pest.

## Werk
Während seiner gesamten politischen Karriere war Graf Dessewffy nicht nur immer wieder selbst dichterisch und schriftstellerisch tätig, sondern stand auch in stetem Kontakt mit befreundeten Gelehrten und Schriftstellern. Besonders eng war sein Verhältnis zu dem ungarischen Dichter Ferenc Kazinczy, ebenso wie er ein Freimaurer , dem er ein treuer Freund und Förderer war. Der sehr umfangreiche Briefwechsel zwischen Graf Dessewffy und Kazinczy wurde postum veröffentlicht. Kazinczy war auch der wichtigste Autor in der Felső Magyar-Országi Minerva („Oberungarischen Minerva“), einer vierteljährlich erscheinenden literarischen Zeitschrift, die Graf Dessewffy 1825 gründete und die bis zu ihrer Einstellung 1836 an allen wichtigen literarischen Debatten Ungarns beteiligt war und das intellektuelle Leben Ungarns und Europas mit hochkarätigen Texten kritisch begleitete .
Politisch war Graf Dessewffy ein Konservativer, der die Privilegien des Adels zu erhalten suchte. Obwohl er István Graf Széchenyi 1825 für die Gründung und finanzielle Unterstützung der Ungarischen Akademie der Wissenschaften noch mit der Ode A’ Szép Példa („Ein edles Beispiel“) in der Felső Magyar-Országi Minerva gefeiert hatte  und mit ihm danach bei der Umsetzung zusammenarbeitete, stellte er sich gegen die weiteren Reformbestrebungen des Kreises um Graf Széchenyi und Nikolaus Freiherr Wesselényi von Hadad. Als Graf Széchenyi 1830 die wichtige Reformschrift Hitel (deutsch: Ueber den Credit) veröffentlichte, in der er Überreste des Feudalismus wie Leibeigenschaft und Unveräußerlichkeit von adeligem Besitz als Hindernisse auf dem Weg zu einer wirtschaftlichen Modernisierung Ungarns brandmarkte, bezog Graf Dessewffy in seinem Buch A „Hitel“ czímű munka taglalatja (deutsch: Zergliederung des Werkes: Ueber den Credit) 1831 in scharfem Ton dagegen Stellung und verteidigte insbesondere auch die Leibeigenschaft.

## Werke (Auswahl)
- Lyrik und Sachtexte zu historischen, linguistischen und ökonomischen Themen in: Mihály Dulházy (Hrsg.): Felső Magyar-Országi Minerva. („Oberungarische Minerva“). Kaschau (eMag [abgerufen am 4. Februar 2011] Quartalsschrift 1825-1836).
- Zergliederung des Werkes: Ueber den Credit. Carl Werfer, Kaschau 1831 (300 S., eingeschränkte Vorschau in der Google-Buchsuche – ungarisch: A „Hitel“ czímű munka taglalatja. Übersetzt von S. v. Ludvigh).
- Ueber Pressfreiheit und Büchercensur. im Allgemeinen und mit besonderer Beziehung auf Ungarn. Weygand’sche Buchhandlung, Leipzig 1831 (64 S.).
- Bizodalmas Levelezése Kazinczy Ferenczczel 1793–1831. („Vertraulicher Briefwechsel mit Ferencz Kazinczy 1793–1831“). In: Gábor Kazinczy (Hrsg.): Irodalmi Hagyományai. („Literarisches Vermächtnis“). Band 1. Gusztáv Heckenast, Pest 1860 (388 S., eingeschränkte Vorschau in der Google-Buchsuche).
- Bizodalmas Levelezése Kazinczy Ferenczczel 1793–1831. („Vertraulicher Briefwechsel mit Ferencz Kazinczy 1793–1831“). In: Gábor Kazinczy (Hrsg.): Irodalmi Hagyományai. („Literarisches Vermächtnis“). Band 2. Gusztáv Heckenast, Pest 1861 (412 S., eingeschränkte Vorschau in der Google-Buchsuche).